# Tortoise Media
Tortoise Media — британский новостной сайт, соучредителями которого являются бывший директор BBC News и редактор The Times Джеймс Хардинг и бывший посол США в Великобритании Мэтью Барзун. Tortoise также выпускает подкасты и проводит живые дискуссии под названием «ThinkIns» и «Discussion Lates». Входит в движение медленной журналистики.
Проект был анонсирован на Kickstarter в 2018 году и собрал более 500 000 фунтов стерлингов;  кроме того, получил частные инвестиции. Веб-сайт был запущен в апреле 2019 года.
В 2019 году компания получила премию «Инновация года» от British Journalism Awards.